# 慶應学術事業会
株式会社慶應学術事業会（けいおうがくじゅつじぎょうかい、英: Keio Academic Enterprise Co., Ltd.）は、慶應義塾の関連組織として、ライフサポート事業、プロパティマネジメント事業、社会人教育事業などを展開する企業である。

## 沿革
- 1965年3月15日 - 株式会社慶應事業部として設立。
- 1967年8月29日 - 株式会社慶応商事に社名変更。
- 1996年2月9日 - 株式会社慶應学術事業会に社名変更。
- 2001年4月10日 - 東京・丸の内に慶應丸の内シティキャンパス（慶應MCC）を開設。
- 2015年12月17日 - 野村ホールディングス株式会社と共同で株式会社慶應イノベーション・イニシアティブを設立[1]。

## 事業内容

### ライフサポート事業
慶應カードの発行や、損害保険・生命保険の代理店業務を行う。

### プロパティマネジメント事業
慶應義塾の環境保全支援として、清掃・警備・設備関連業務の受託事業を展開。

### 社会人教育事業
慶應丸の内シティキャンパス（慶應MCC）にて、年間20,000人のビジネスパーソンが参加する各種プログラムを提供。

## 所在地
- 本社・丸の内オフィス - 東京都千代田区丸の内2-5-2 三菱ビル10階[1]
- 三田オフィス - 東京都港区三田3-2-3 万代三田ビル4階[1]
- 三田南館オフィス - 東京都港区三田2-15-45 慶應義塾三田キャンパス内[1]
- 日吉オフィス - 神奈川県横浜市港北区日吉4-1-1 慶應義塾日吉キャンパス内[1]
- 矢上オフィス - 神奈川県横浜市港北区日吉3-14-1 慶應義塾矢上キャンパス内[1]

## 関連会社
- 株式会社慶應イノベーション・イニシアティブ - 慶應義塾大学の研究成果を活用し、新事業の創造と社会貢献を目的としたベンチャーキャピタル[1]。